# Made in Naples
Made in Naples è il primo album dal vivo dei Nanowar of Steel pubblicato nel 2007.

## Tracce
CD 1
1. Grandfather, Tell Me a Story – 0:26
2. He Man & Tricycles of Steel – 3:58
3. King – 3:37
4. Power of the Power of the Power (of the Great Sword) – 3:37
5. Number of the Bitch (Iron Maiden Parody) – 5:42
6. Metal-La-La-La! – 6:09
7. Odino & Valhalla – 5:59
8. A Noble Purpose – 1:01
9. Metal – 3:33
10. Introducing the Band – 2:17
11. Master of Pizza (Metallica Parody) – 8:15

CD 2
1. Tragic Beginning – 1:57
2. T.K.D.Y.N.S. (To Kill the Dragon You Need a Sword) – 1:48
3. Amazing Midding – 0:32
4. Fight the Dragon (for the Village) – 3:52
5. Happy Ending – 0:18
6. Gaytorade – 1:27
7. Christmas with Nanowar – 7:57
8. Stormlord of Power (Live) – 3:30
9. Radio Gay – 1:19
10. Countrycycles of Steel – 4:32
11. Poseur No Cry – 6:21
12. More Than True Metal of the Words – 3:37
13. Power of the Power – 1:10